# لورين شميت هيسريتش
لورين شميت هيسريتش هي كاتبة ومنتجة أمريكية ولدت في 1 أغسطس 1978.